# Cianogen
El cianogen és un compost químic amb la fórmula (CN)₂. És un gas incolor i tòxic amb olor picant. La molècula és un pseudohalogen. Els dos grups de cianur estan enllaçats pels seus àtoms de carboni: N≡C−C≡N. La paraula "cianogen" doncs es refereix a un grup simple de molècules que es consideren derivades del cianogen. El cianur del clor (NCCl) per exemple, és considerat (per propòsits de nomenament) ser un cianogen amb un dels grups de cianur reemplaçat per un àtom de clor.

## Preparació
El cianogen es prepara habitualment a partir de compostos de cianur. Un mètode al laboratori és a partir de la descomposició tèrmica del cianur de mercuri (II):
2 Hg(CN)₂ → (CN)₂ + 2 HgCN
Una altra forma és la combinació de sals solubles de coure (II) - com el sulfat de coure (II) - amb cianurs. Es forma el cianur de coure (II) que és inestable i es descompon ràpidament en cianur de coure (I) i cianogen.
2 CuSO₄ + 4 KCN → (CN)₂ + 2 CuCN + 2 K₂SO₄

## Paracianogen
El paracianogen es produeix per la polimerització del cianogen per piròlisi de cianurs de metalls pesants.